# 薩布萊特 (堪薩斯州)
薩布萊特（英語：Sublette）是一個位於美國堪薩斯州哈斯克爾縣的城市。同時該地也是哈斯克爾縣的縣治。

## 地方資料
薩布萊特的座標為37°28′47″N 100°50′42″W / 37.47972°N 100.84500°W，而該地的海拔高度為888米（即2914英尺）。根據2010年美國人口普查，該地共人口1413人，而該地的面積約為2.72平方千米。